# Gommersdorf
Gommersdorf  es una localidad y comuna francesa, situada en el departamento de Alto Rin, en la región  de Alsacia.

## Demografía
| 265 | 268 | 348 | 344 | 365 | 375 |
| Para los censos de 1962 a 1999 la población legal corresponde a la población sin duplicidades (Fuente: INSEE [Consultar]) |     |     |     |     |     |

## Patrimonio artístico y cultural
- Capilla de Sainte-Marguerite, de 1772.

## Personajes célebres
- Thiébaud Hening